# Санчес Португаль, Уго
У́го Са́нчес Португа́ль (исп. Hugo Sánchez Portugal; 15 июня 1984 — 8 ноября 2014) — испано-мексиканский футболист, который играл на позиции защитника.

## Биография
Он был сыном Уго Санчеса и Эмми Португаль. Он родился в Мадриде, где жил его отец, легенда мексиканского футбола, когда выступал за «Атлетико Мадрид» и «Реал». Дед по материнской линии, Альфонсо Португаль, также был футболистом, играл на чемпионате мира 1958. У Санчеса было три сестры: Хемме, Ханна и Изабель — последние две — от второго брака отца.
Он начал свою карьеру в молодёжном составе столичного мексиканского клуба «УНАМ Пумас». На Апертуру 2003 года он был включён в основную команду после успешных выступлений в фарм-клубе УНАМ, «Пумас Наукальпан». Дебютировать в чемпионате Мексики ему помог отец, который тогда был тренером «Пумас». 15 мая 2004 года Санчес сыграл в матче с «Монтерреем», выйдя на замену в конце матча вместо Франсиско Фонсеки, его команда выиграла со счётом 3:2. В 2004 году он выиграл Клаусуру, он повторил успех ещё полгода спустя в Апертуре 2004. Однако Санчес никогда не был основным игроком «Пумас» и сыграл за клуб всего пять матчей в высшем дивизионе, три из которых в стартовом составе.
В январе 2006 года он покинул «Пумас», так как новый тренер клуба Мигель Эспанья не находил для него места в составе. Санчес подписал контракт с другой столичной командой, «Атланте», где он за полгода так и не сыграл ни в одном официальном матче из-за конфликта с тренером Рене Исидоро Гарсией. Позже он тренировался с «Леоном», а в июле 2006 года решил завершить футбольную карьеру. В августе 2007 года он был близок к переходу в аргентинский «Уракан», который тренировал его друг Антонио Мохамед. Он также получил предложение от американской команды «Чивас США». Он эпизодически появлялся в футзальной команде «Ла Раса де Монтеррей», но так и не вернулся в профессиональный футбол. Позже он признался, что главным препятствием на пути к успешной карьере футболиста была слава его отца.
После ухода из футбола Санчес изучал архитектуру в частном столичном университете «Интерконтиненталь», был моделью, бизнесменом и работал в качестве спортивного комментатора на «Televisa Deportes». Он встречался с моделью Хименой Наваррете — Мисс Вселенной 2010 года. В 2012—2014 годы состоял в местном самоуправлении Мехико, отвечая за сферу спорта и физической культуры района Мигель-Идальго.
8 ноября 2014 года Санчес был найден мёртвым в своей квартире в районе Поланко (Мехико). Причиной смерти 30-летнего футболиста было смертельное отравление из-за утечки газа, ставшей результатом неполадок в вентиляции газового бойлера.